# Сорвільє
Сорвільє (фр. Sorvilier) — громада  в Швейцарії в кантоні Берн, адміністративний округ Бернська Юра.

## Географія
Громада розташована на відстані близько 35 км на північ від Берна.
Сорвільє має площу 6,9 км², з яких на 3,5% дозволяється будівництво (житлове та будівництво доріг), 46,2% використовуються в сільськогосподарських цілях, 49,2% зайнято лісами, 1,2% не є продуктивними (річки, льодовики або гори).

## Демографія
2019 року в громаді мешкало 288 осіб (+9,5% порівняно з 2010 роком), іноземців було 10,8%. Густота населення становила 42 осіб/км².
За віковим діапазоном населення розподілялося таким чином: 19,1% — особи молодші 20 років, 59,4% — особи у віці 20—64 років, 21,5% — особи у віці 65 років та старші. Було 133 помешкань (у середньому 2,2 особи в помешканні).
Із загальної кількості 65 працюючих 19 було зайнятих в первинному секторі, 6 — в обробній промисловості, 40 — в галузі послуг.